# Aspalatina
Aspalatina é um dos polifenois antioxidantes encontrados no chá de rooibos. É um flavonoide monômero, cuja única fonte natural atualmente conhecida é o rooibos, de onde deriva seu nome, através do nome científico do rooibos, Aspalathus linearis.